# Opperste Sovjet van de Karelische Autonome Socialistische Sovjetrepubliek
De Opperste Sovjet van de Karelische Autonome Socialistische Sovjetrepubliek (Fins: Karjalan ASNT Korkein Neuvosto; Russisch: Верховный Совет Каре́льской Автономной ССР) was de benaming van de opperste sovjet (wetgevende vergadering met bepaalde uitvoerende bevoegdheden) van de genoemde autonome socialistische sovjetrepubliek (ASSR) en bestond van 1956 tot 1990. In 1990 kwam de Opperste Raad van de Karelische Republiek in de plaats van de Opperste Sovjet. In 1995 werd de Wetgevende Vergadering van de Republiek Karelië ingesteld. Dit is nog altijd (2022) de benaming van het parlement van de Republiek Karelië.

## Opperste Sovjet van de Karelo-Finse SSR

Wapen van de Karelo-Finse SSR

In 1936 werd de Karelische ASSR gesticht. In 1940 kwam de Karelië een socialistische sovjetrepubliek tot stand met de Opperste Sovjet van de Karelo-Finse Socialistische Sovjetrepubliek als hoogste autoriteit. De voorzitter van het Presidium van de Opperste Sovjet van de Karelo-Finse SSR was het staatshoofd van de unierepubliek. In 1956 werd de Karelo-Finse SSR gedegradeerd tot de status van een ASSR.

## Voorzitters van de Opperste Sovjet
| No.                                                                                     | Afbeelding                                                                             | Naam                                                                                   | Begin ambtstermijn                                                                     | Einde ambtstermijn                                                                     | Politieke partij                                                                       |
| Voorzitter van het Presidium van de Opperste Sovjet van de Karelische ASSR (1938-1940)  | Voorzitter van het Presidium van de Opperste Sovjet van de Karelische ASSR (1938-1940) | Voorzitter van het Presidium van de Opperste Sovjet van de Karelische ASSR (1938-1940) | Voorzitter van het Presidium van de Opperste Sovjet van de Karelische ASSR (1938-1940) | Voorzitter van het Presidium van de Opperste Sovjet van de Karelische ASSR (1938-1940) | Voorzitter van het Presidium van de Opperste Sovjet van de Karelische ASSR (1938-1940) |
| --------------------------------------------------------------------------------------- | -------------------------------------------------------------------------------------- | -------------------------------------------------------------------------------------- | -------------------------------------------------------------------------------------- | -------------------------------------------------------------------------------------- | -------------------------------------------------------------------------------------- |
| 1                                                                                       |                                                                                        | Mark Vasiljevitsj Gorbatsjov                                                           | 28 juli 1938                                                                           | 11 juli 1940                                                                           | RCP(b)                                                                                 |
| Voorzitter van het Presidium van de Opperste Sovjet van de Karelo-Finse SSR (1940-1956) |                                                                                        |                                                                                        |                                                                                        |                                                                                        |                                                                                        |
| 1                                                                                       |                                                                                        | Otto Ville Kuusinen                                                                    | 11 juli 1940                                                                           | 16 juli 1956                                                                           | KPKF                                                                                   |
| Voorzitter van het Presidium van de Opperste Sovjet van de Karelische ASSR (1956-1990)  |                                                                                        |                                                                                        |                                                                                        |                                                                                        |                                                                                        |
| 1                                                                                       |                                                                                        | Paavo Prokkonen                                                                        | 1 juli 1956                                                                            | 18 juli 1979                                                                           | CPSU                                                                                   |
| -                                                                                       |                                                                                        | Nikolaj Ivanovitsj Kalinin (wnd.)                                                      | 18 juli 1979                                                                           | 28 augustus 1979                                                                       | CPSU                                                                                   |
| 2                                                                                       |                                                                                        | Ivan Pavlovitsj Mankin                                                                 | 28 augustus 1979                                                                       | 9 maart 1984                                                                           | CPSU                                                                                   |
| -                                                                                       |                                                                                        | Nikolaj Ivanovitsj Kalinin (wnd.)                                                      | 9 maart 1984                                                                           | 18 april 1984                                                                          | CPSU                                                                                   |
| 3                                                                                       |                                                                                        | Ivan Ijitsj Senkin                                                                     | 18 april 1984                                                                          | 12 december 1985                                                                       | CPSU                                                                                   |
| -                                                                                       |                                                                                        | Viktor Borisovitsj Tsjeremovski (wnd.)                                                 | 12 december 1985                                                                       | 21 januari 1986                                                                        | CPSU                                                                                   |
| 4                                                                                       |                                                                                        | Koezma Filippovitsj Filatov                                                            | 21 januari 1986                                                                        | 27 december 1989                                                                       | CPSU                                                                                   |
| 5                                                                                       |                                                                                        | Viktor Nikolajevitsj Stepanov                                                          | 27 december 1989                                                                       | 18 april 1990                                                                          | CPSU                                                                                   |
| Voorzitter van de Opperste Raad van de Karelische Republiek (1990-1994)                 |                                                                                        |                                                                                        |                                                                                        |                                                                                        |                                                                                        |
| 1                                                                                       |                                                                                        | Viktor Nikolajevitsj Stepanov                                                          | 18 april 1990                                                                          | 17 mei 1994                                                                            | —                                                                                      |
| Bron: WSM                                                                               |                                                                                        |                                                                                        |                                                                                        |                                                                                        |                                                                                        |